# Veronica (género)
- Commons
- Wikispecies

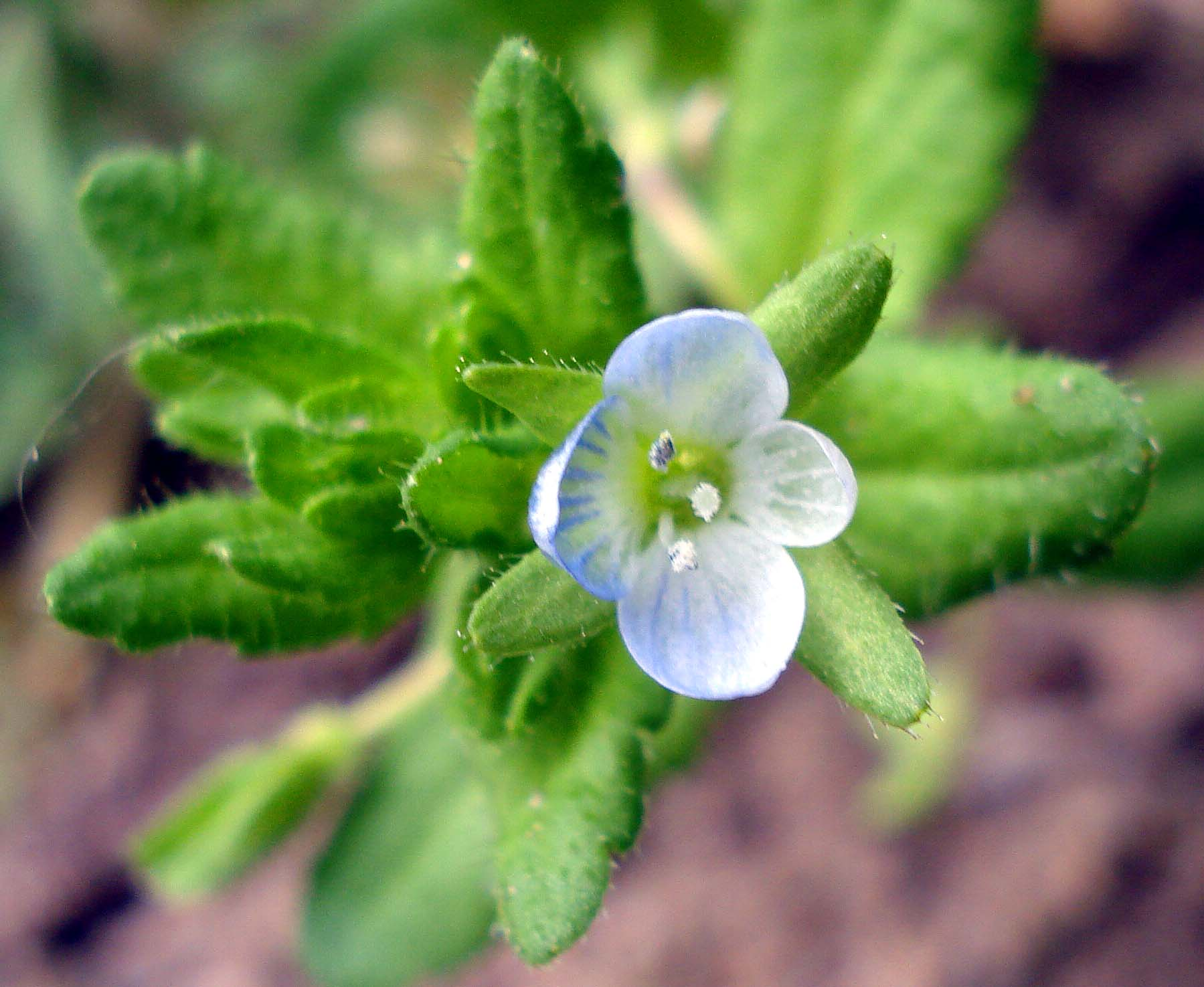
Veronica agrestis.

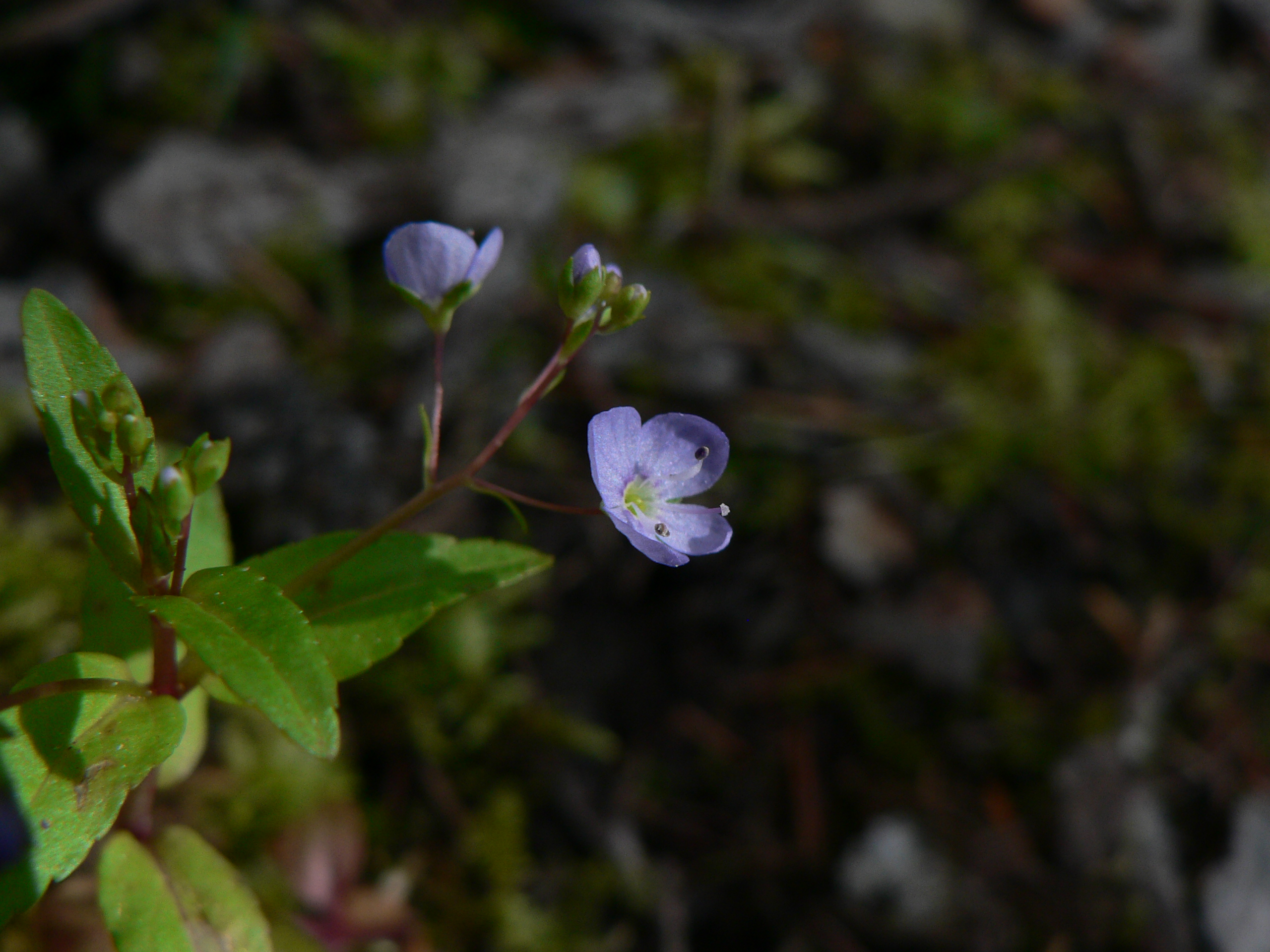
Veronica americana.

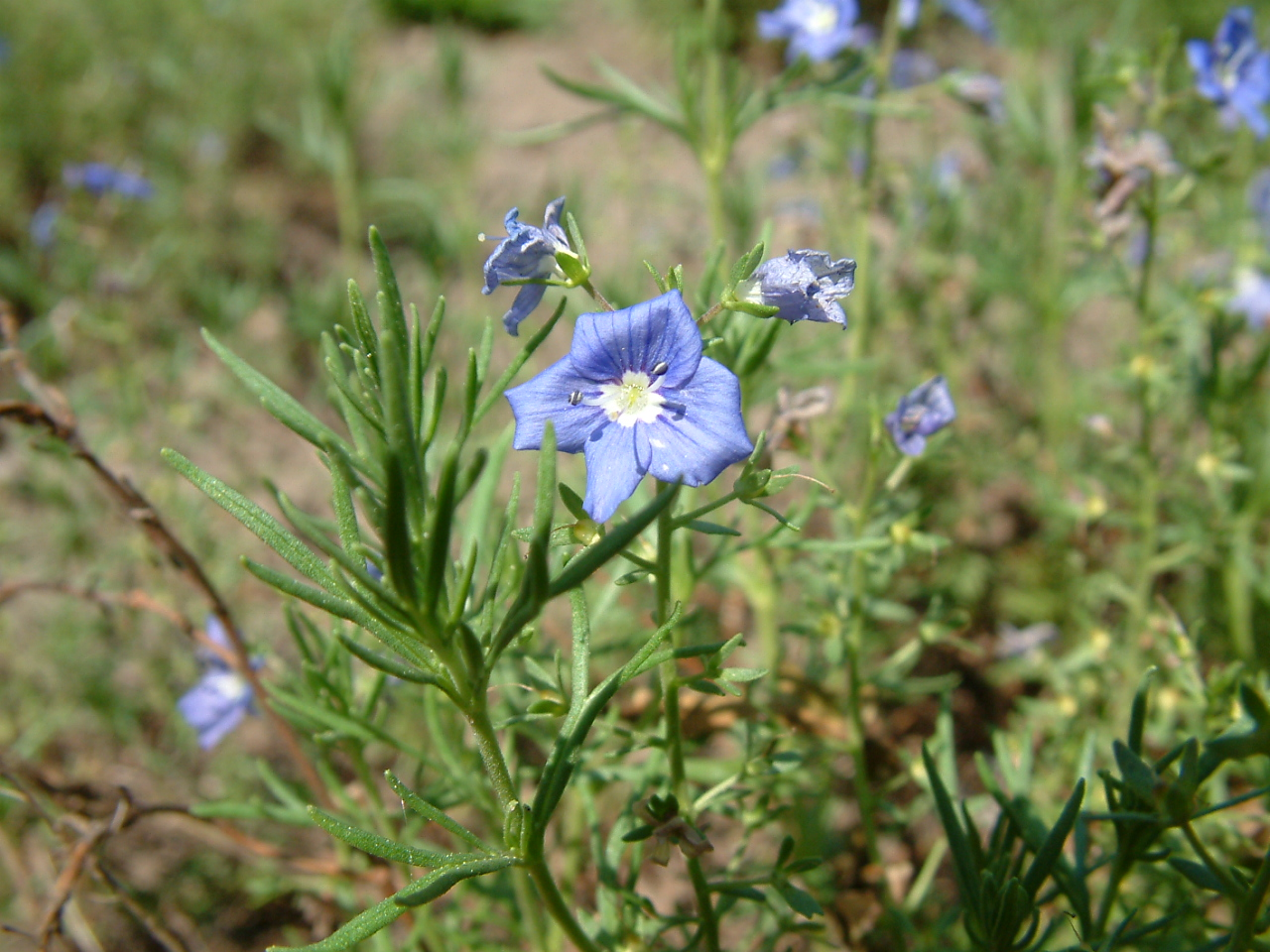
Veronica armena.

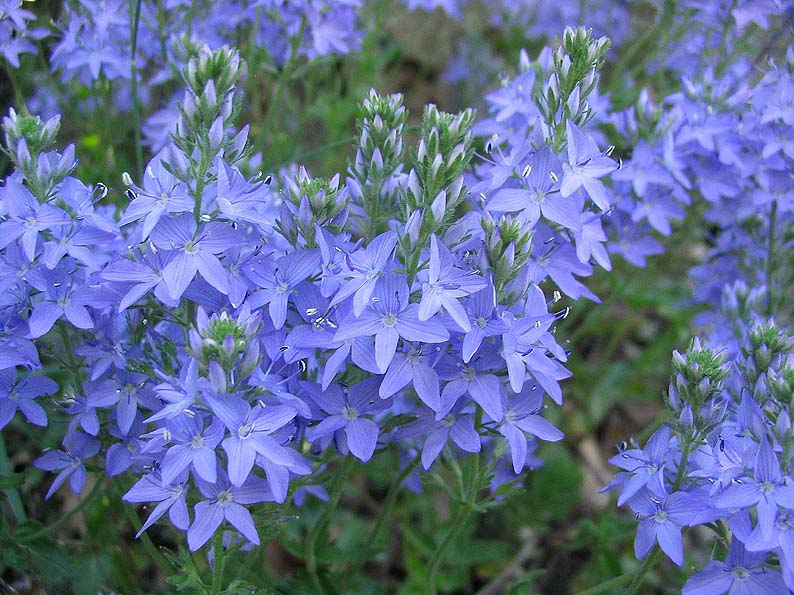
Veronica austriaca.

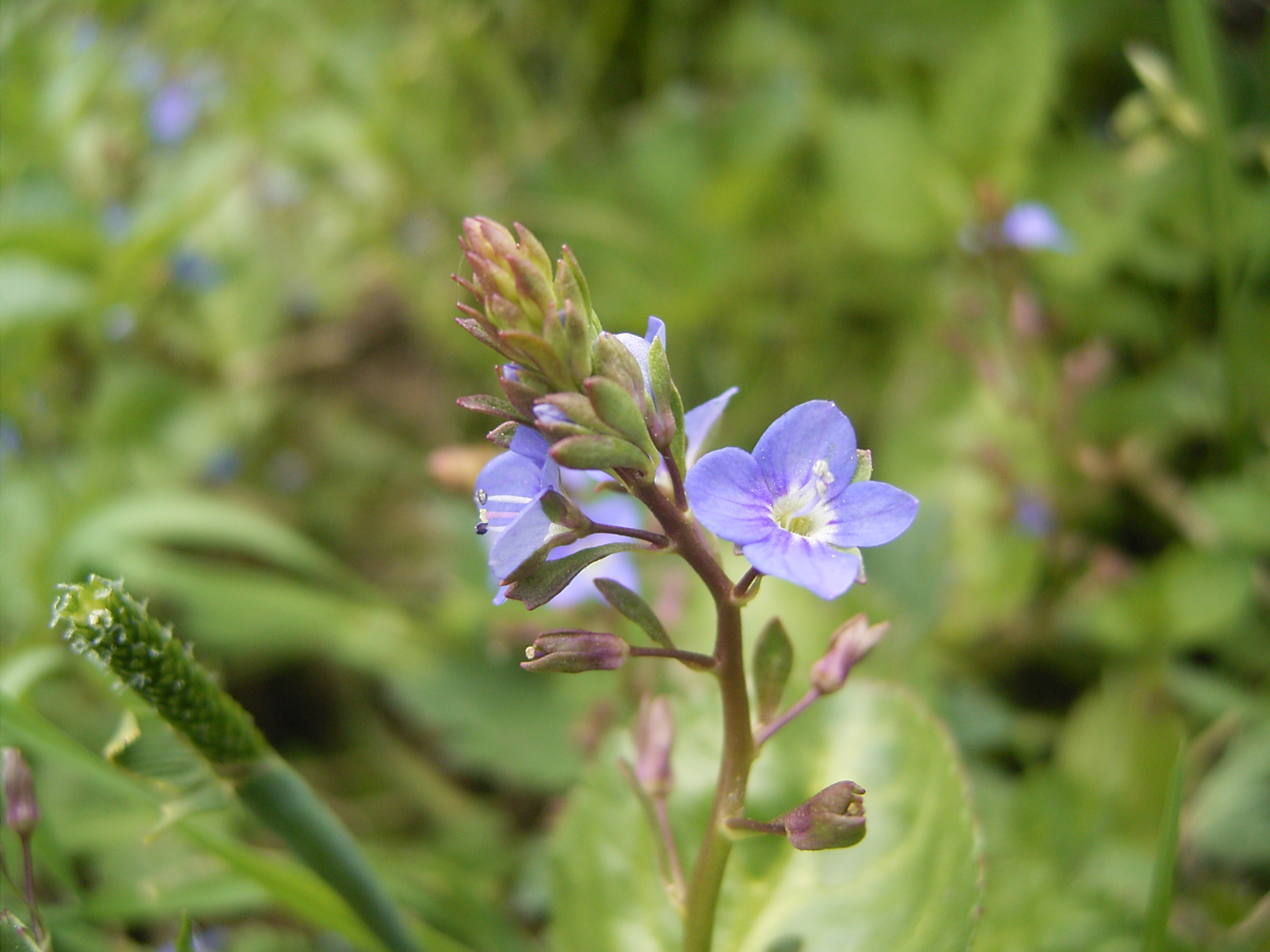
Veronica beccabunga.

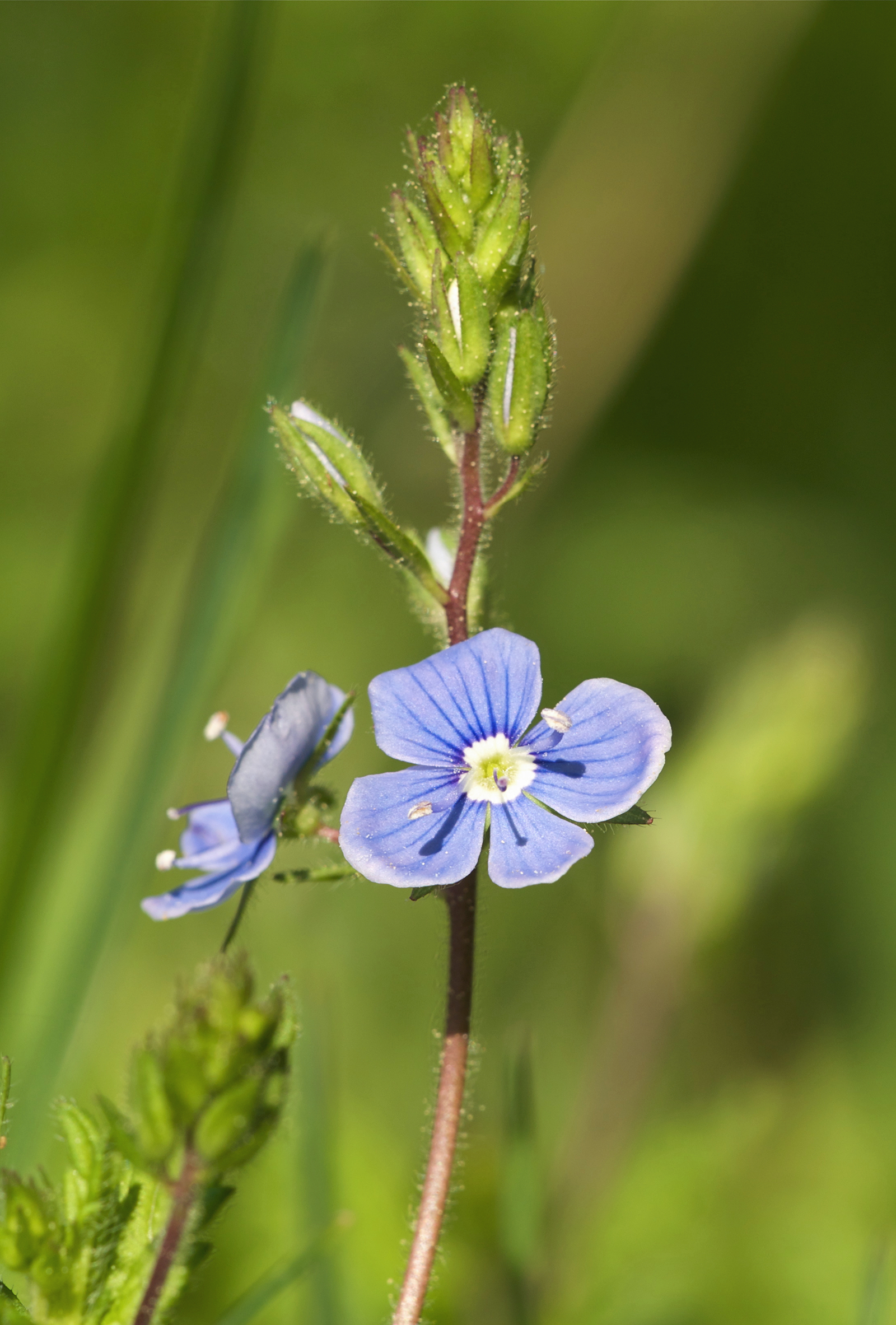
Veronica chamaedrys.

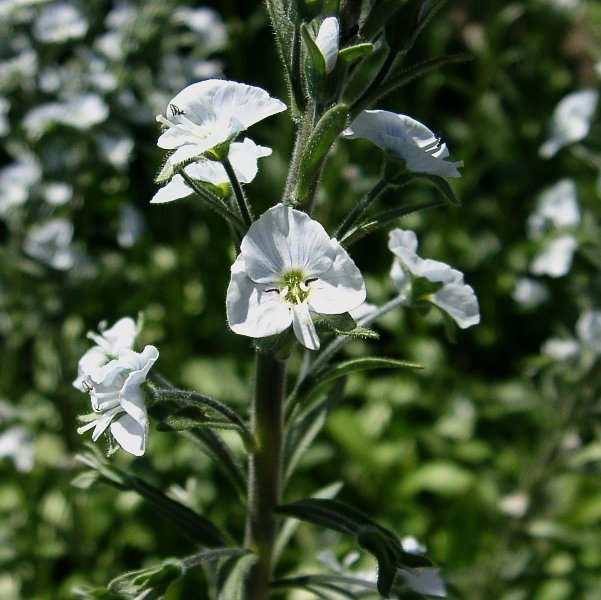
Veronica gentianoides.

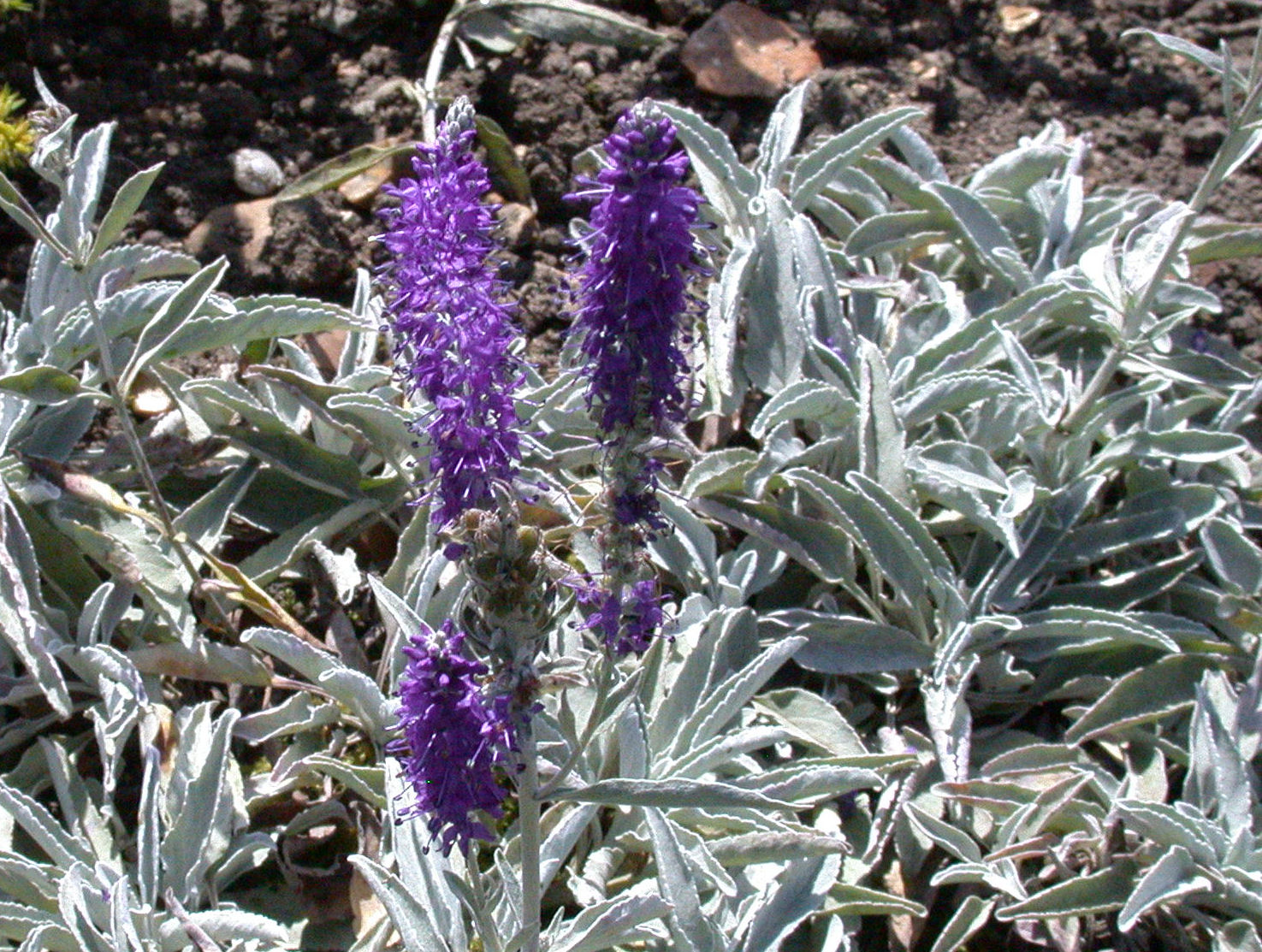
Veronica incana.

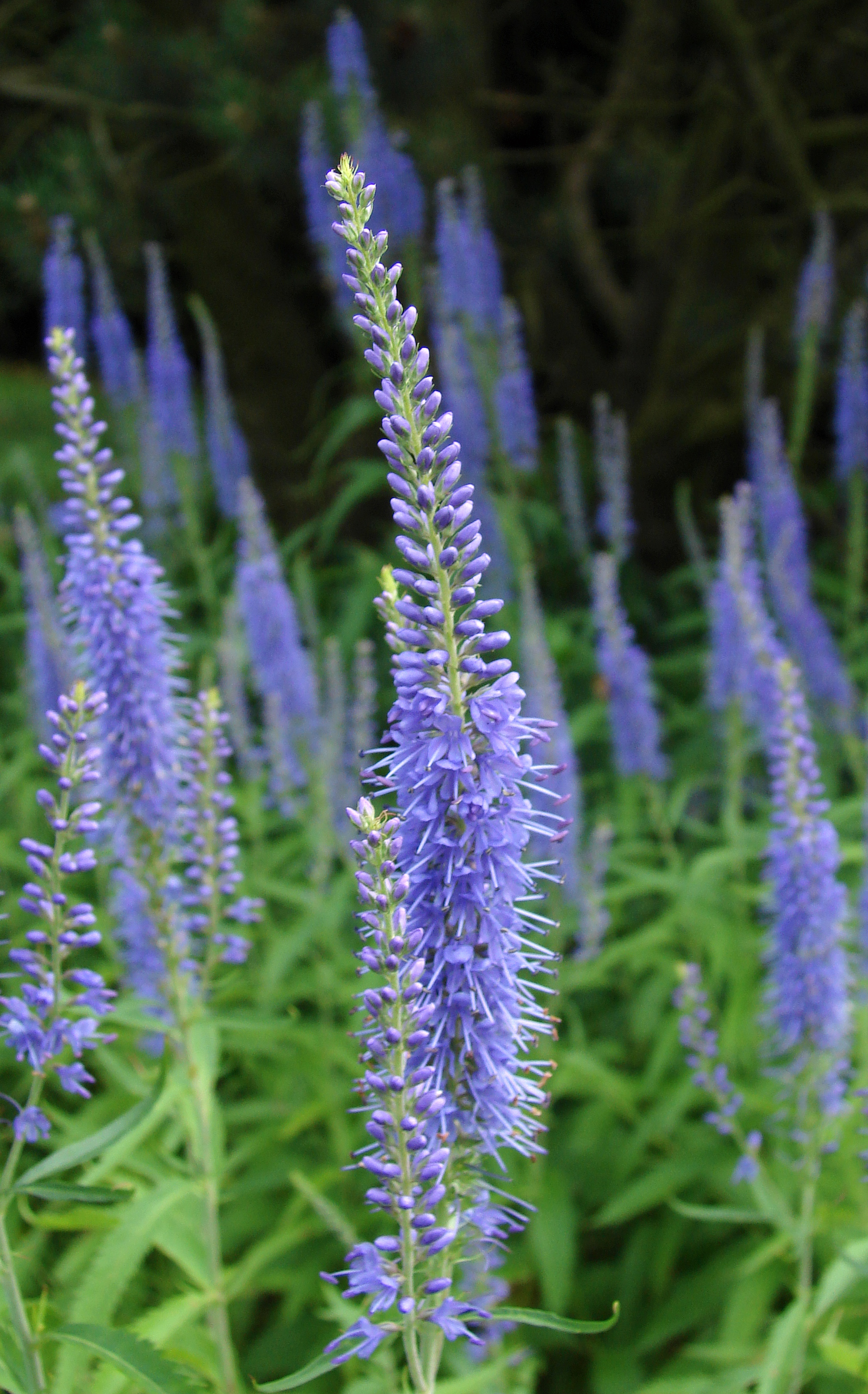
Veronica longifolia.

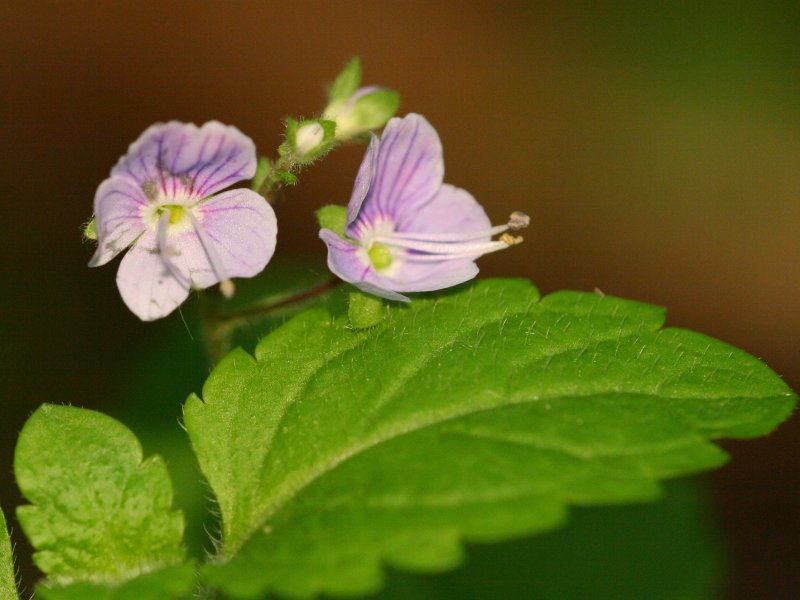
Veronica montana.

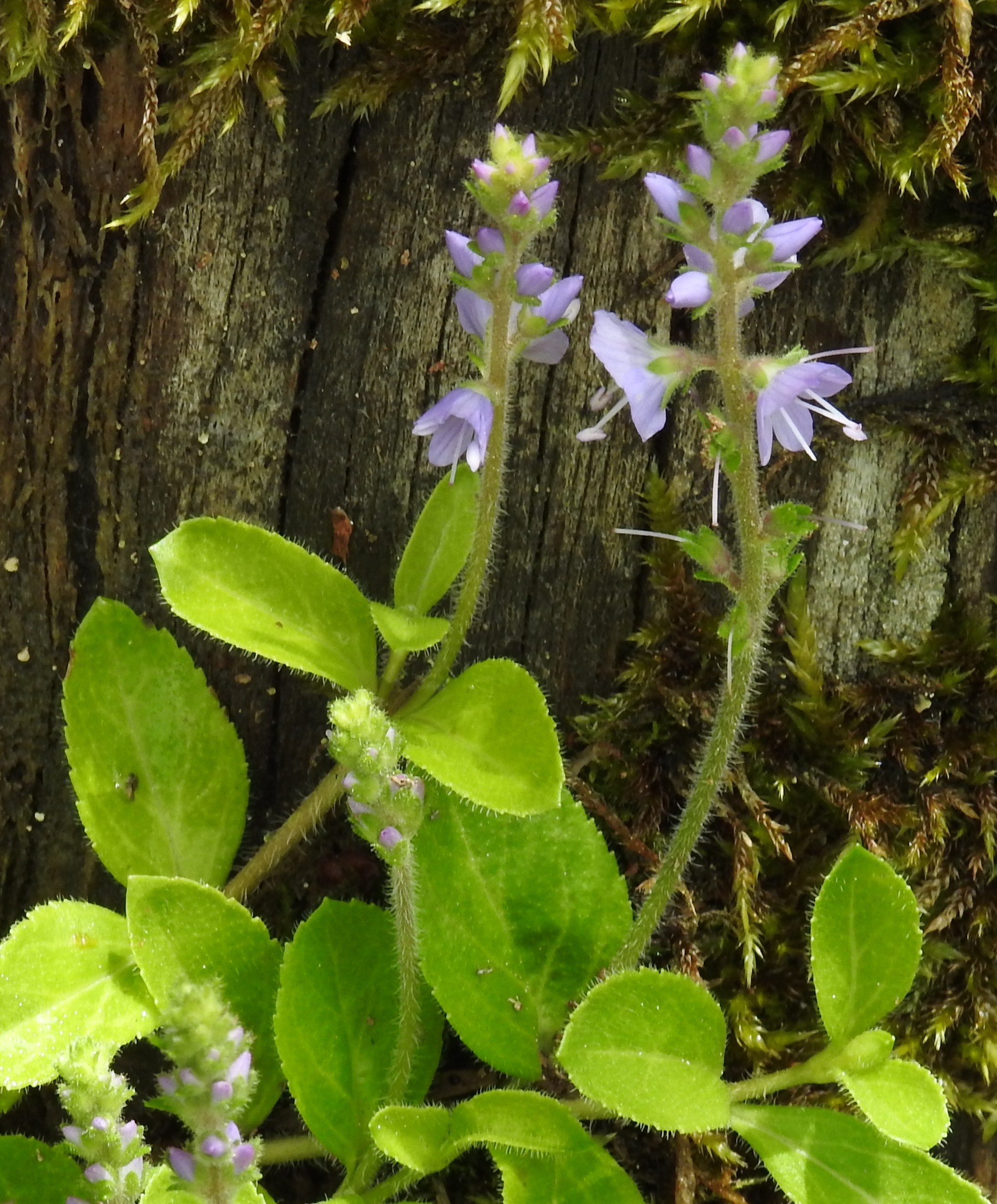
Veronica officinalis.

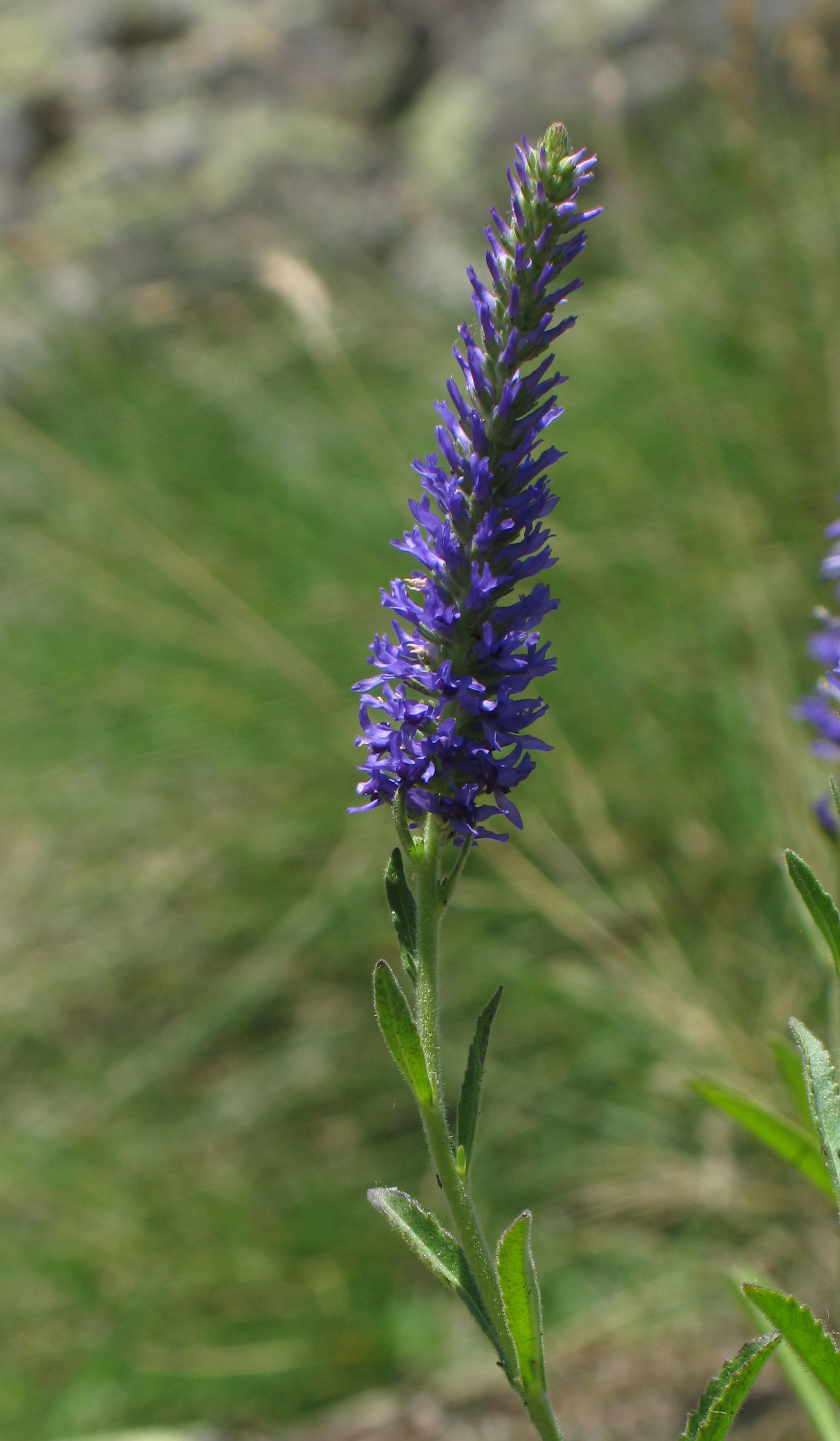
Veronica spicata.

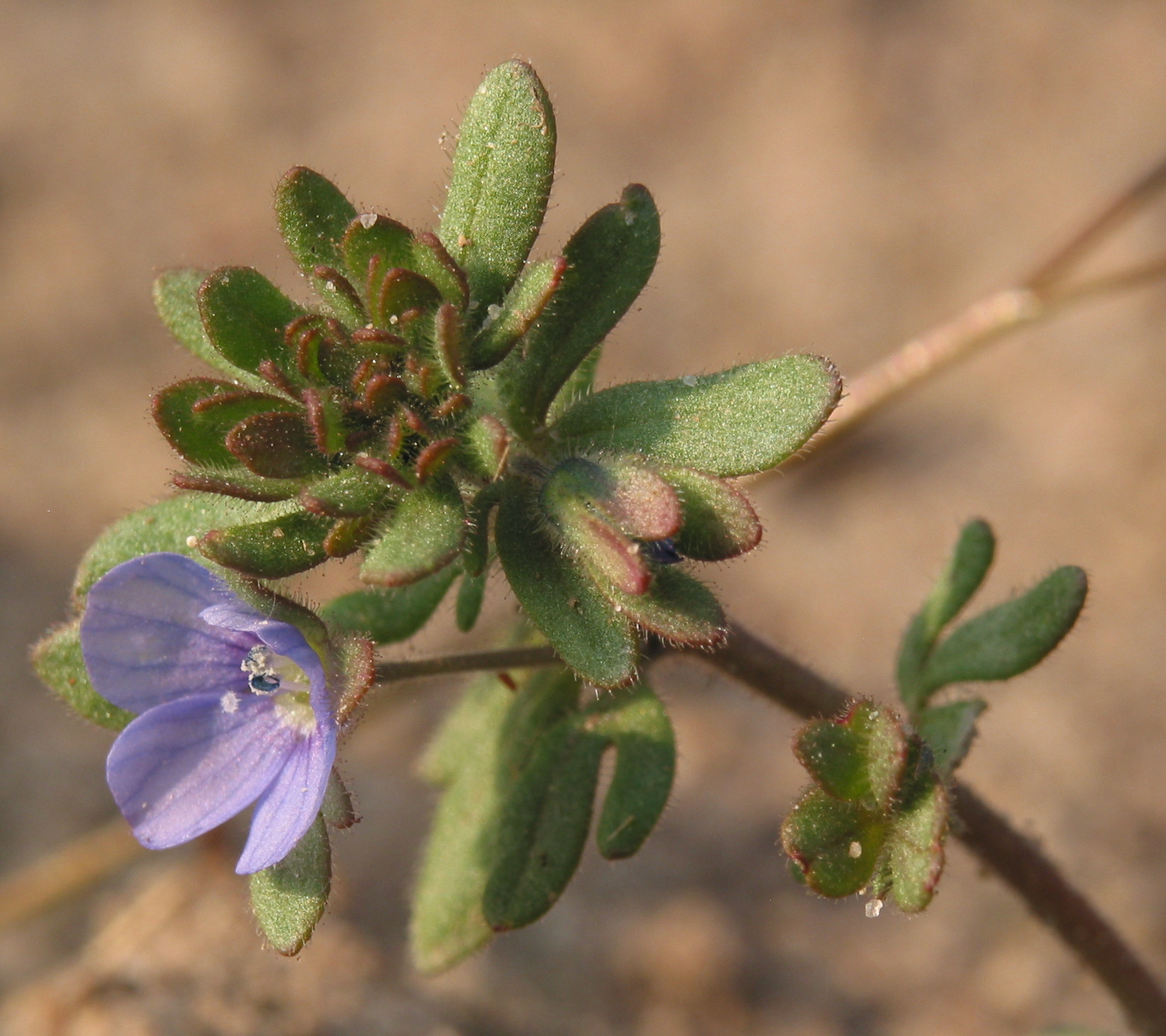
Veronica triphyllos.

Verónica (Veronica) L. é um género botânico pertencente à família Plantaginaceae, com cerca de 1100 espécies e dispersão cosmopolita, embora com concentração nas regiões temperadas do Hemisfério Norte. Tradicionalmente este género era classificado na família das Scrophulariaceae.

## Sinonímia
| - Beccabunga Hill - Besseya Rydb. - Chionohebe B. G. Briggs & Ehrend. - Cochlidiosperma (Rchb.) Rchb. - Detzneria Schltr. ex Diels - Diplophyllum Lehm. - Hebe Comm. ex Juss. | - Macrostemon Boriss. - Odicardis Raf. - Oligospermum D. Y. Hong - Parahebe W. R. B. Oliv. - Pseudolysimachion (W. D. J. Koch) Opiz - Synthyris Benth. |

## Espécies
| - Veronica abyssinica - Veronica acinifolia - Veronica acipetala - Veronica acrotheca - Veronica adamsii - Veronica agrestis - Veronica alaskensis - Veronica alatavica - Veronica albicans - Veronica albiflora - Veronica allahuekberensis - Veronica allionii - Veronica alpina - Veronica americana - Veronica amoena - Veronica amplexicaulis - Veronica anagallis-aquatica - Veronica anagalloides - Veronica angustissima - Veronica annulata - Veronica antalyensis - Veronica aphylla - Veronica aragonensis - Veronica archboldii - Veronica arcuata - Veronica arenaria - Veronica arganthera - Veronica argute-serrata - Veronica armena - Veronica armstrongii - Veronica arvensis - Veronica aucheri - Veronica austriaca - Veronica avromanica - Veronica aznavourii - Veronica bachofenii - Veronica balansae - Veronica baranetzkii - Veronica barkeri - Veronica barrelieri - Veronica baumgartenii - Veronica baylyi - Veronica beccabunga - Veronica bellidioides - Veronica benthamii - Veronica besseya - Veronica biggarii - Veronica biloba - Veronica birleyi - Veronica bishopiana - Veronica blakelyi - Veronica bogosensis - Veronica bollonsii - Veronica bombycina - Veronica borisovae - Veronica bozakmanii - Veronica brachysiphon - Veronica brassii - Veronica breviracemosa - Veronica brevistyla - Veronica brownii - Veronica buchananii - Veronica bucharica - Veronica bullii - Veronica bungei - Veronica cachemirica - Veronica caespitosa - Veronica calcicola - Veronica californica - Veronica calycina - Veronica campylopoda - Veronica cana - Veronica canbyi - Veronica canterburiensis - Veronica capillipes - Veronica capitata - Veronica cardiocarpa - Veronica carminea - Veronica carstensensis - Veronica catarractae - Veronica catenata - Veronica caucasica - Veronica ceratocarpa - Veronica cetikiana - Veronica chamaedryoides - Veronica chamaedrys - Veronica chamaepithyoides - Veronica chathamica - Veronica chayuensis - Veronica cheesemanii - Veronica chinoalpina - Veronica chionantha - Veronica ciliata - Veronica ciliolata - Veronica cinerea - Veronica cockayneana - Veronica colensoi - Veronica colostylis - Veronica continua - Veronica copelandii - Veronica corriganii - Veronica crinita - Veronica crista-galli - Veronica cryptomorpha - Veronica cuneifolia - Veronica cupressoides - Veronica cusickii - Veronica cymbalaria - Veronica czerniakowskiana - Veronica dabneyi - Veronica daghestanica - Veronica daranica - Veronica daurica - Veronica davisii - Veronica debilis - Veronica decora - Veronica decorosa - Veronica decumbens - Veronica deltigera - Veronica densiflora - Veronica derwentiana - Veronica dichrus - Veronica dieffenbachii - Veronica dilatata - Veronica dillenii - Veronica diosmifolia - Veronica diosmoides - Veronica dissecta - Veronica distans - Veronica donii - Veronica elliptica - Veronica elmaliensis - Veronica emodii - Veronica epacridea - Veronica erinoides - Veronica eriogyne - Veronica euphrasiifolia - Veronica evenosa - Veronica evexa - Veronica fargesii - Veronica farinosa - Veronica fedtschenkoi - Veronica ferganica - Veronica filifolia - Veronica filiformis - Veronica filipes - Veronica flavida - Veronica formosa | - Veronica forrestii - Veronica fragilis - Veronica francispetae - Veronica fridericae - Veronica fruticans - Veronica fruticulosa - Veronica fuhsii - Veronica galathica - Veronica gaubae - Veronica gentianoides - Veronica gibbsii - Veronica glandulosa - Veronica glauca - Veronica glaucophylla - Veronica gorbunovii - Veronica gracilis - Veronica grandiflora - Veronica grisebachii - Veronica grosseserrata - Veronica gunae - Veronica haastii - Veronica hectorii - Veronica hederifolia - Veronica henryi - Veronica hillebrandii - Veronica himalensis - Veronica hispidula - Veronica hookeri - Veronica hookeriana - Veronica hulkeana - Veronica idahoensis - Veronica incana - Veronica inflexa - Veronica insularis - Veronica intercedens - Veronica ionantha - Veronica jacquinii - Veronica japonensis - Veronica javanica - Veronica kaiseri - Veronica kellowiae - Veronica khorassanica - Veronica kiusiana - Veronica kopetdaghensis - Veronica kopgecidiensis - Veronica kotschyana - Veronica krumovii - Veronica krylovii - Veronica kurdica - Veronica laeta - Veronica lanceolata - Veronica lanosa - Veronica lanuginosa - Veronica lavaudiana - Veronica laxa - Veronica laxissima - Veronica leiocarpa - Veronica leiophylla - Veronica lendenfeldii - Veronica ligustrifolia - Veronica lilliputiana - Veronica linariifolia - Veronica linifolia - Veronica lithophila - Veronica liwanensis - Veronica longifolia - Veronica longipedicellata - Veronica longipetiolata - Veronica luetkeana - Veronica lyalii - Veronica lycica - Veronica lycopodioides - Veronica lysimachioides - Veronica macrantha - Veronica macrocalyx - Veronica macrocarpa - Veronica macropoda - Veronica macrostachya - Veronica macrostemon - Veronica macrostemonoides - Veronica magentea - Veronica magna - Veronica mampodrensis - Veronica masoniae - Veronica mazanderanae - Veronica mexicana - Veronica michauxii - Veronica micrantha - Veronica microcarpa - Veronica minuta - Veronica miqueliana - Veronica mirabilis - Veronica missurica - Veronica monantha - Veronica montana - Veronica montbretii - Veronica monticola - Veronica mooreae - Veronica morrisonicola - Veronica multifida - Veronica muratae - Veronica murrellii - Veronica myosotoides - Veronica nakaiana - Veronica nevadensis - Veronica nevskii - Veronica niicola - Veronica nipponica - Veronica nipponica - Veronica nivea - Veronica notabilis - Veronica notialis - Veronica novae-hollandiae - Veronica nummularia - Veronica nutans - Veronica oblongifolia - Veronica obtusata - Veronica ochracea - Veronica odora - Veronica oetaea - Veronica officinalis - Veronica olgensis - Veronica oligosperma - Veronica oltensis - Veronica oltensis - Veronica onoei - Veronica opaca - Veronica orbelica - Veronica orbiculata - Veronica orchidea - Veronica orientalis - Veronica ornata - Veronica orsiniana - Veronica ovata - Veronica oxycarpa - Veronica paederotae - Veronica panormitana - Veronica papuana - Veronica pareora - Veronica parnkalliana - Veronica parviflora - Veronica pauciramosa - Veronica paysonii - Veronica pectinata - Veronica peduncularis - Veronica pentasepala - Veronica perbella - Veronica peregrina | - Veronica perfoliata - Veronica persica - Veronica petraea - Veronica petriei - Veronica phormiiphila - Veronica pimeleoides - Veronica pinguifolia - Veronica pinnata - Veronica piroliformis - Veronica planopetiolata - Veronica plantaginea - Veronica platycarpa - Veronica plebeia - Veronica polifolia - Veronica polita - Veronica polium - Veronica poljensis - Veronica ponae - Veronica poppelwellii - Veronica porphyriana - Veronica praecox - Veronica propinqua - Veronica prostrata - Veronica pubescens - Veronica pusilla - Veronica pyrethrina - Veronica qingheensis - Veronica quadrifaria - Veronica quezelii - Veronica rakaiensis - Veronica ramosissima - Veronica ranunculina - Veronica raoulii - Veronica rapensis - Veronica rechingeri - Veronica regina-nivalis - Veronica reuteriana - Veronica rhodopea - Veronica riae - Veronica rigidula - Veronica ritteriana - Veronica robusta - Veronica rockii - Veronica rosea - Veronica rotunda - Veronica rubra - Veronica rubrifolia - Veronica rupicola - Veronica ruprechtii - Veronica sachalinensis - Veronica sajanensis - Veronica salicifolia - Veronica salicornioides - Veronica samuelssonii - Veronica sartoriana - Veronica saturejoides - Veronica saxosa - Veronica scardica - Veronica scheereri - Veronica schistosa - Veronica schizantha - Veronica schmidtiana - Veronica scopulorum - Veronica scutellata - Veronica senex - Veronica sennenii - Veronica serpyllifolia - Veronica serpylloides - Veronica siaretensis - Veronica sibthorpioides - Veronica sieboldiana - Veronica sieboldiana - Veronica simensis - Veronica sobolifera - Veronica societatis - Veronica spathulata - Veronica speciosa - Veronica spectabilis - Veronica spicata - Veronica spuria - Veronica stamatiadae - Veronica stelleri - Veronica stenophylla - Veronica stewartii - Veronica stricta - Veronica strictissima - Veronica strigosa - Veronica stylophora - Veronica subalpina - Veronica subfulvida - Veronica subsessilis - Veronica subtilis - Veronica surculosa - Veronica sutchuensis - Veronica syriaca - Veronica szechuanica - Veronica taigischensis - Veronica tairawhiti - Veronica taiwanalpina - Veronica taiwanica - Veronica taurica - Veronica tauricola - Veronica teberdensis - Veronica telephiifolia - Veronica tenuifolia - Veronica tenuissima - Veronica tetragona - Veronica tetrasticha - Veronica teucrium - Veronica thessalica - Veronica thomsonii - Veronica thymifolia - Veronica thymoides - Veronica tianschanica - Veronica tibetica - Veronica topiaria - Veronica townsonii - Veronica traversii - Veronica treadwellii - Veronica trichadena - Veronica trifida - Veronica triloba - Veronica triphyllos - Veronica truncatula - Veronica tsinglingensis - Veronica tubata - Veronica tumida - Veronica turrilliana - Veronica umbrosa - Veronica undulata - Veronica urticifolia - Veronica urvilleana - Veronica utahensis - Veronica vandellioides - Veronica vanderwateri - Veronica velutina - Veronica vendetta-deae - Veronica venustula - Veronica verna - Veronica vernicosa - Veronica vindobonensis - Veronica viscosa - Veronica wormskjoldii - Veronica wyomingensis - Veronica yildirimlii - Veronica yunnanensis - Veronica yushanchienshanica - Veronica zygantha |

- «Lista completa»

## Classificação do gênero
| Sistema | Classificação                    | Referência               |
| ------- | -------------------------------- | ------------------------ |
| Linné   | Classe Diandria, ordem Monogynia | Species plantarum (1753) |